# Sarcófago Altıkulaç

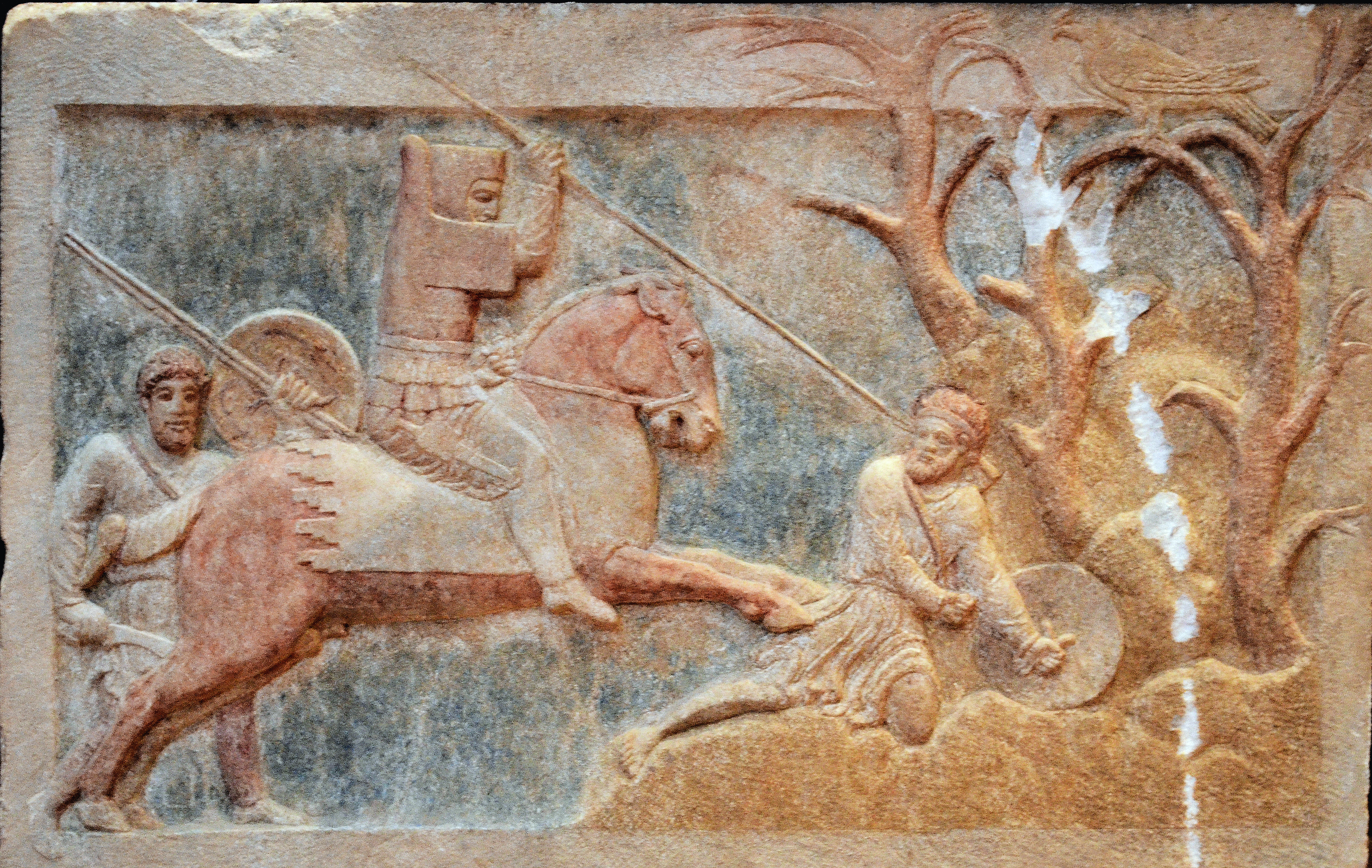
Escena de batalla: un mercenario griego peltasta (izquierda) y un caballero aqueménida de la Frigia helespóntica (centro) atacando a un griego psiloi (derecha), Sarcófago Altıkulaç, principios del siglo IV a.C.

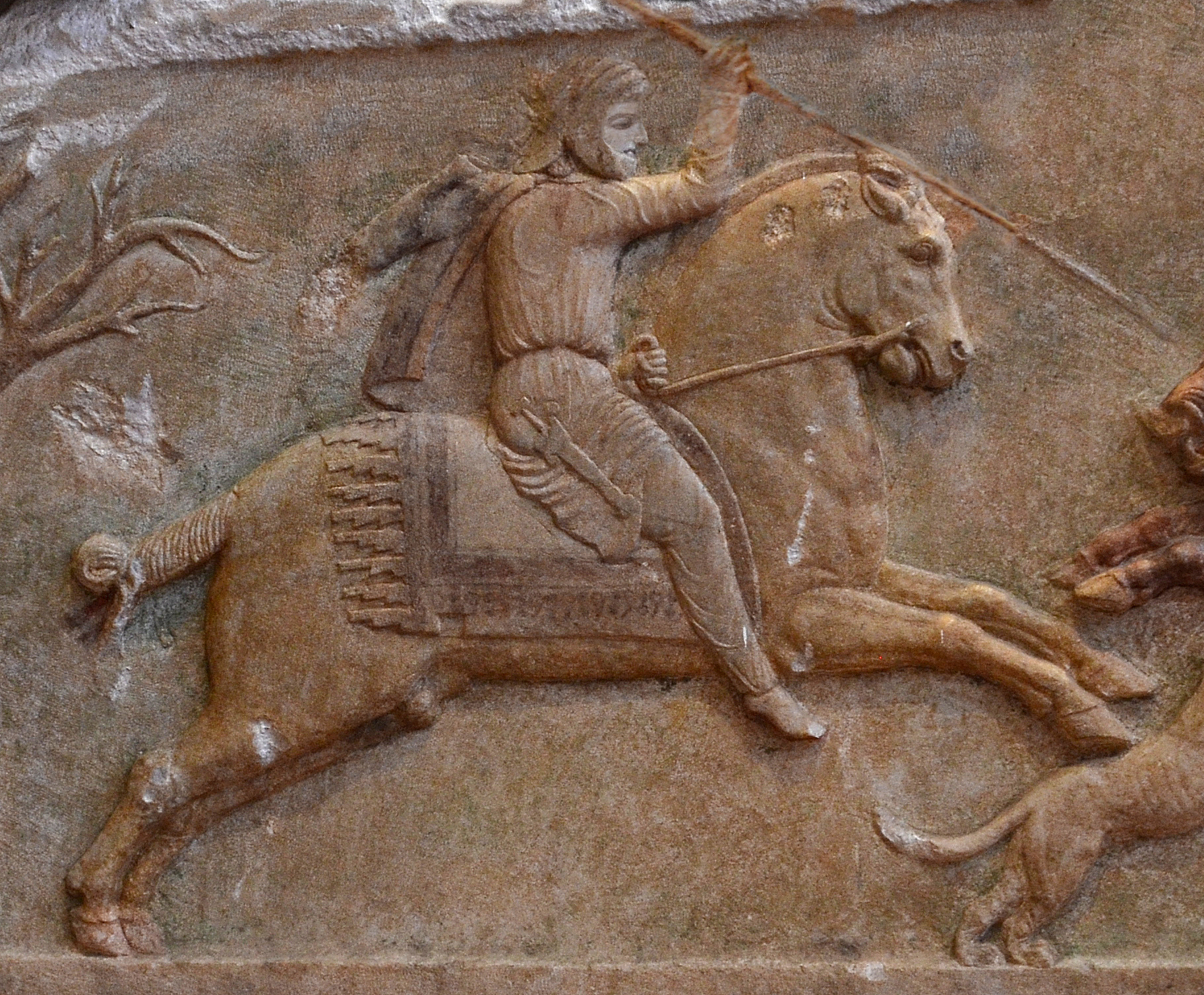
Escena de caza del jabalí.

El sarcófago Altıkulaç, o sarcófago Çan, es un sarcófago de principios del siglo IV a. C. (400-375 a. C.). Es descrito como de estilo grecopersa. El sarcófago fue encontrado en 1998 en la tumba que cubría el túmulo Çingenetepe, en el pueblo de Altikulac, cerca de Çan, en el este de la Tróade, aproximadamente a medio camino entre Troya y Dascilio, la antigua capital de la Frigia helespóntica. Fue saqueado y dañado en el proceso por ladrones de tumbas, pero gran parte de los relieves permaneció intacta. Está hecho de mármol pintado y tallado en bajorrelieve, y data de principios del siglo IV a. C. Es contemporáneo de las famosas tumbas de Licia.
El sarcófago probablemente perteneció a un miembro de la dinastía anatolia de la Frigia helespóntica. La cara más larga del sarcófago está decorada con dos escenas de cacería, la caza de un gamo en la porción izquierda, y la caza de un jabalí en la porción derecha. La cara más corta del sarcófago está decorada con una escena de batalla, con un guerrero con armadura montado a caballo, acompañado por su secuaz, lanzando a un soldado caído con armas ligeras, probablemente un psiloi griego, su lanza. El jinete es casi ciertamente el dinasta a quien el sarcófago perteneció. Su secuaz, juzgando por su aspecto, era probablemente un mercenario griego al servicio del caballero, un hecho común en la época.
Los otros dos lados no están decorados. El sarcófago no obstante deriva de una larga tradición de iconografía real en Oriente Próximo, especialmente visible en las tumbas de Asia Menor. Esta iconografía establece un paralelismo entre la caza y el combate, ambos tratados en pie de igualdad. La tumba se habría hecho en vida del difunto, e ilustra las acciones de su vida.
Dada la fecha y circunstancia de este sarcófago, el dinasta representado en la caza y luchando en batalla puede haber estado relacionado con el sátrapa de la Frigia helespóntica, Farnabazo, que luchó en varias ocasiones contra los griegos, particularmente contra Agesilao cuando este atacó y devastó el área alrededor de Dascilio en 395 a. C.
Los huesos encontrados en el sarcófago pertenecen a un hombre de complexión fuerte y de 1,70 m a 1,75 m de altura, que murió entre los 25 y 28 años. Sufrió una caída desde una altura a gran velocidad, probablemente de su caballo durante el combate, resultando sus extremidades aplastadas. Sobrevivió varios años discapacitado, con las piernas desalineadas al curar mal, antes de morir.

El sarcófago se exhibía en el Museo Arqueológico de Çanakkale, donde también se mostraba otro destacado sarcófago más antiguo del siglo VI a. C., el Sarcófago de Políxena, pero luego ambos fueron trasladados al Museo de Troya.

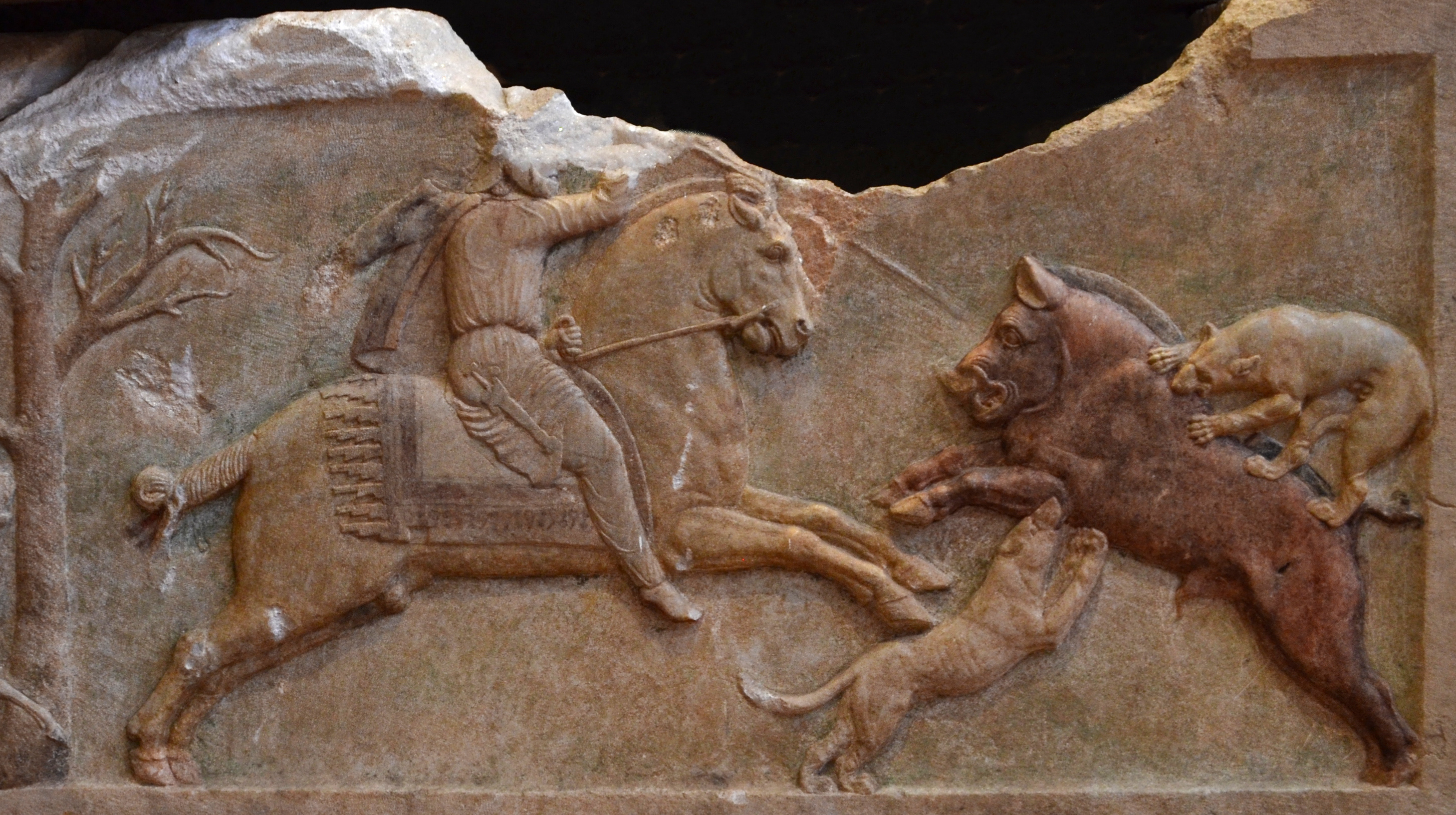
Escena de caza del jabalí.
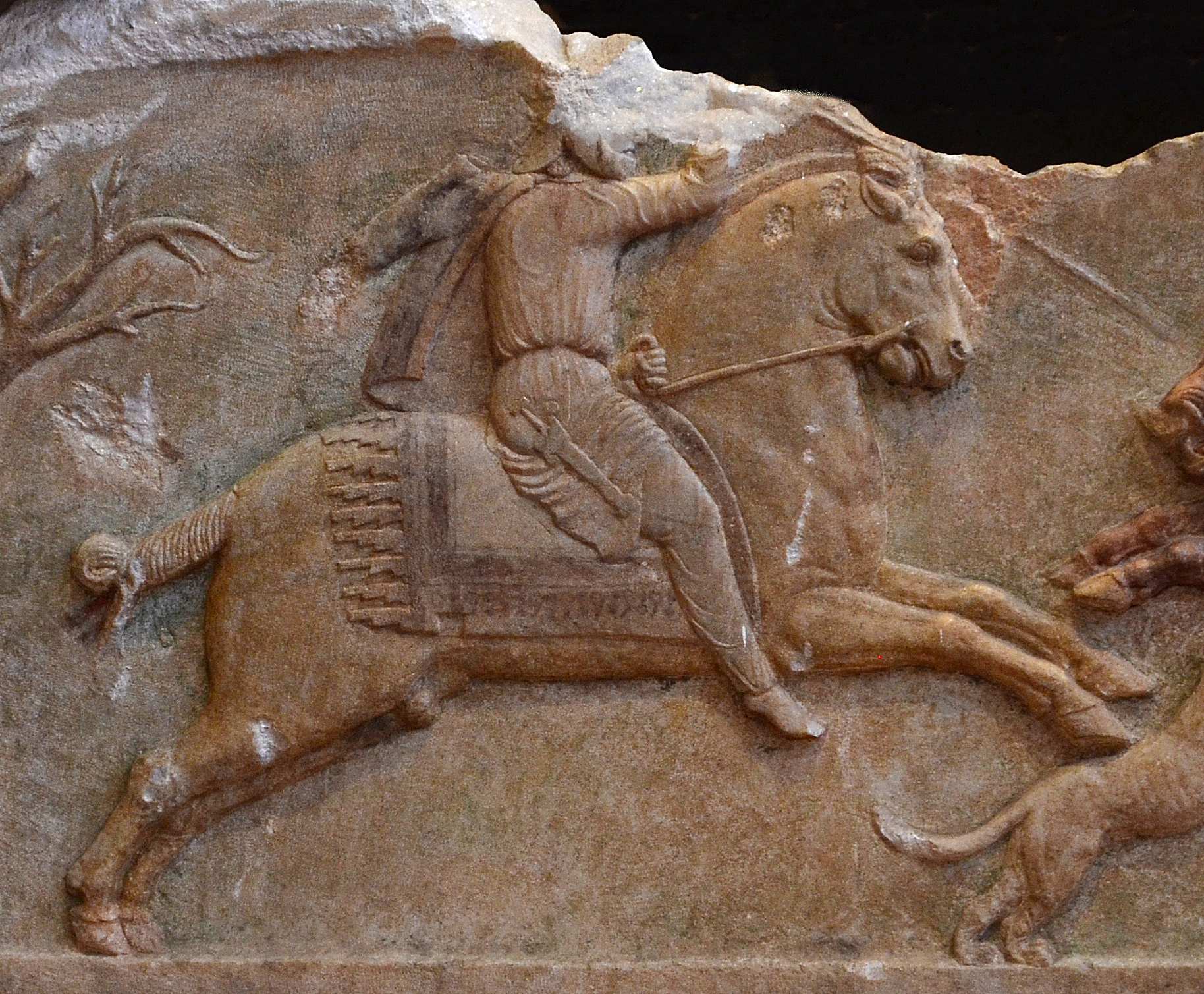
Escena de caza del jabalí (detalle del cazador).
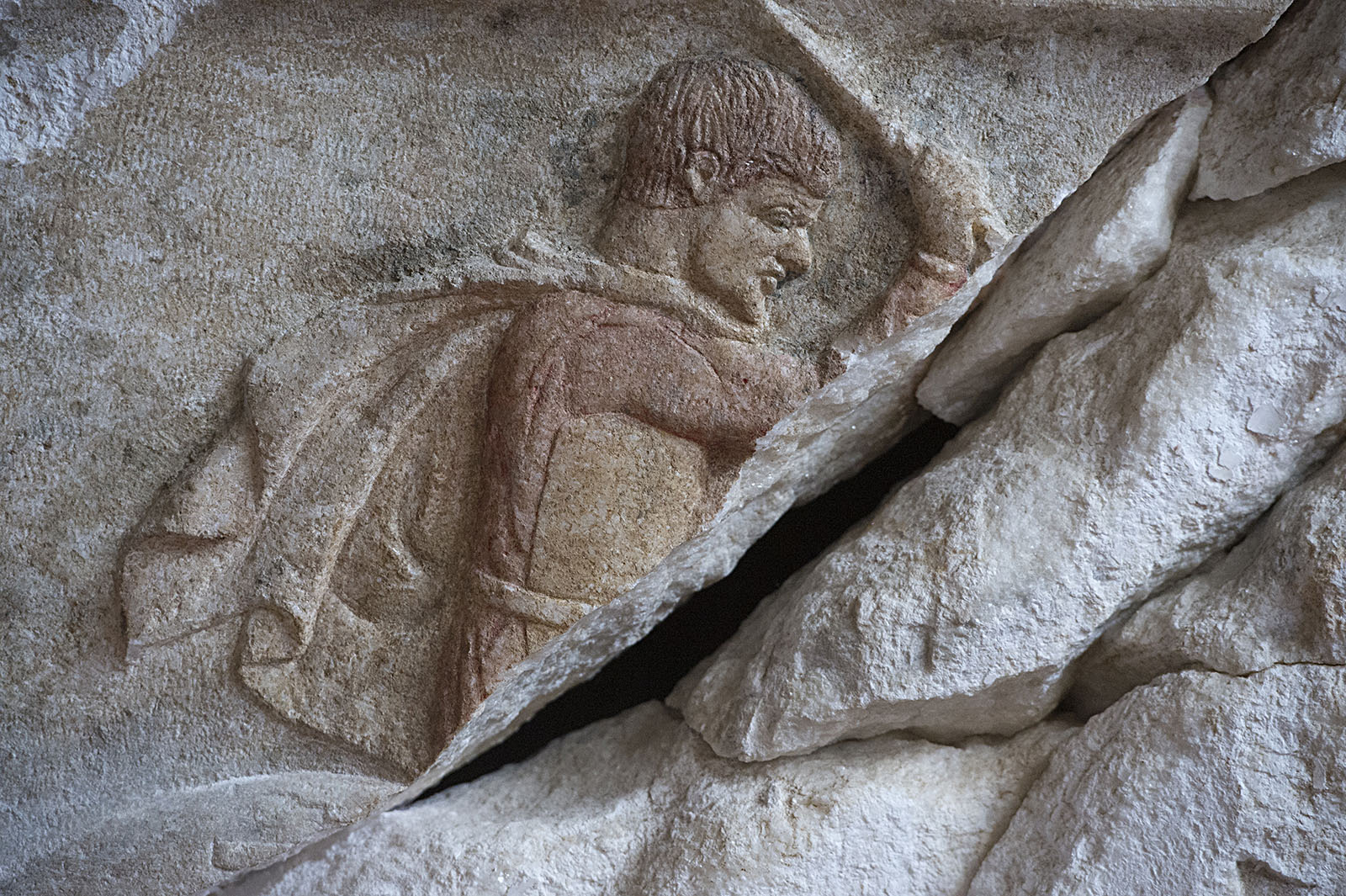
Sarcófago Altıkulaç en el Museo de Troya, detalle de la caza del gamo.
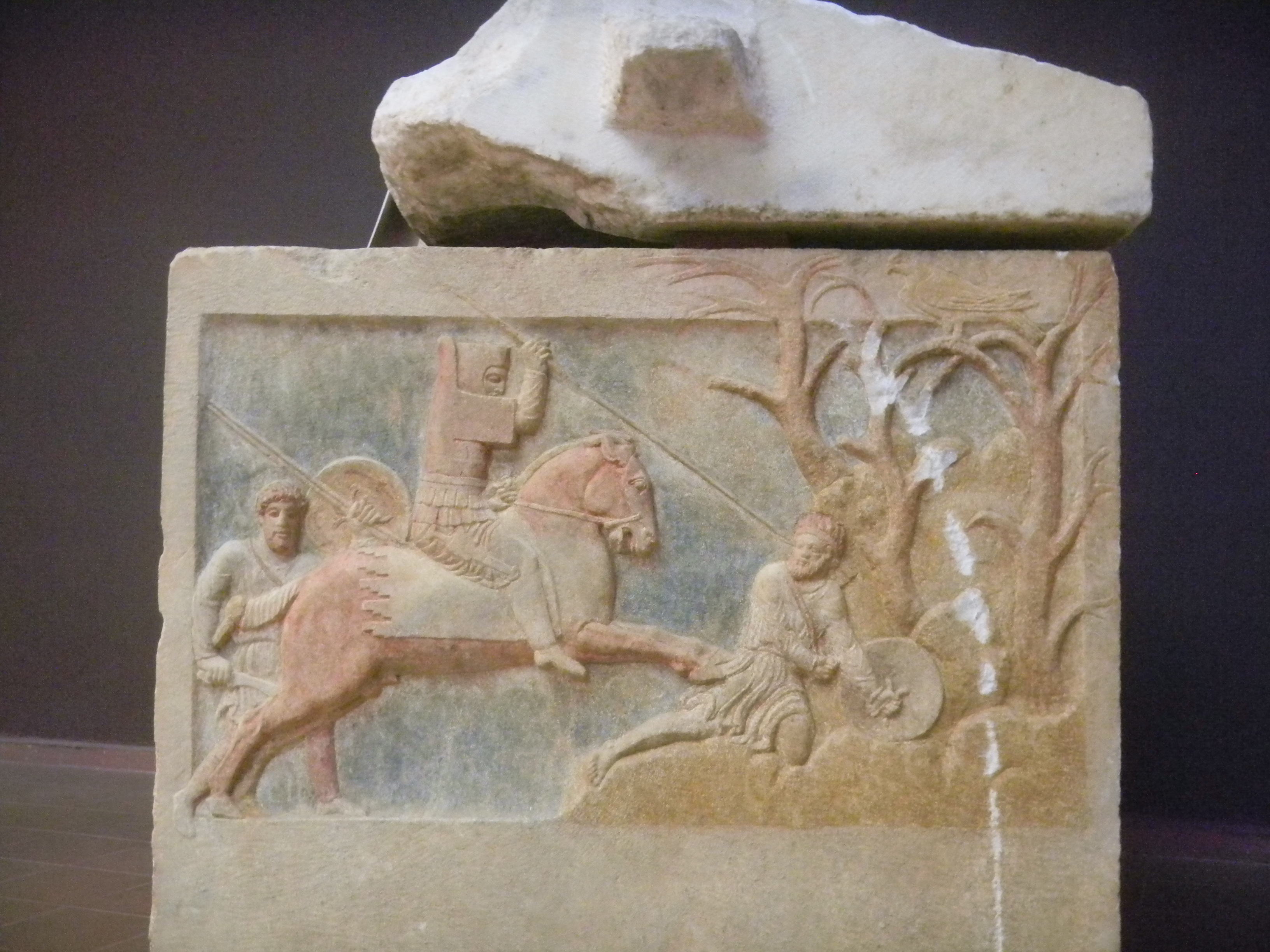
Escena de batalla.
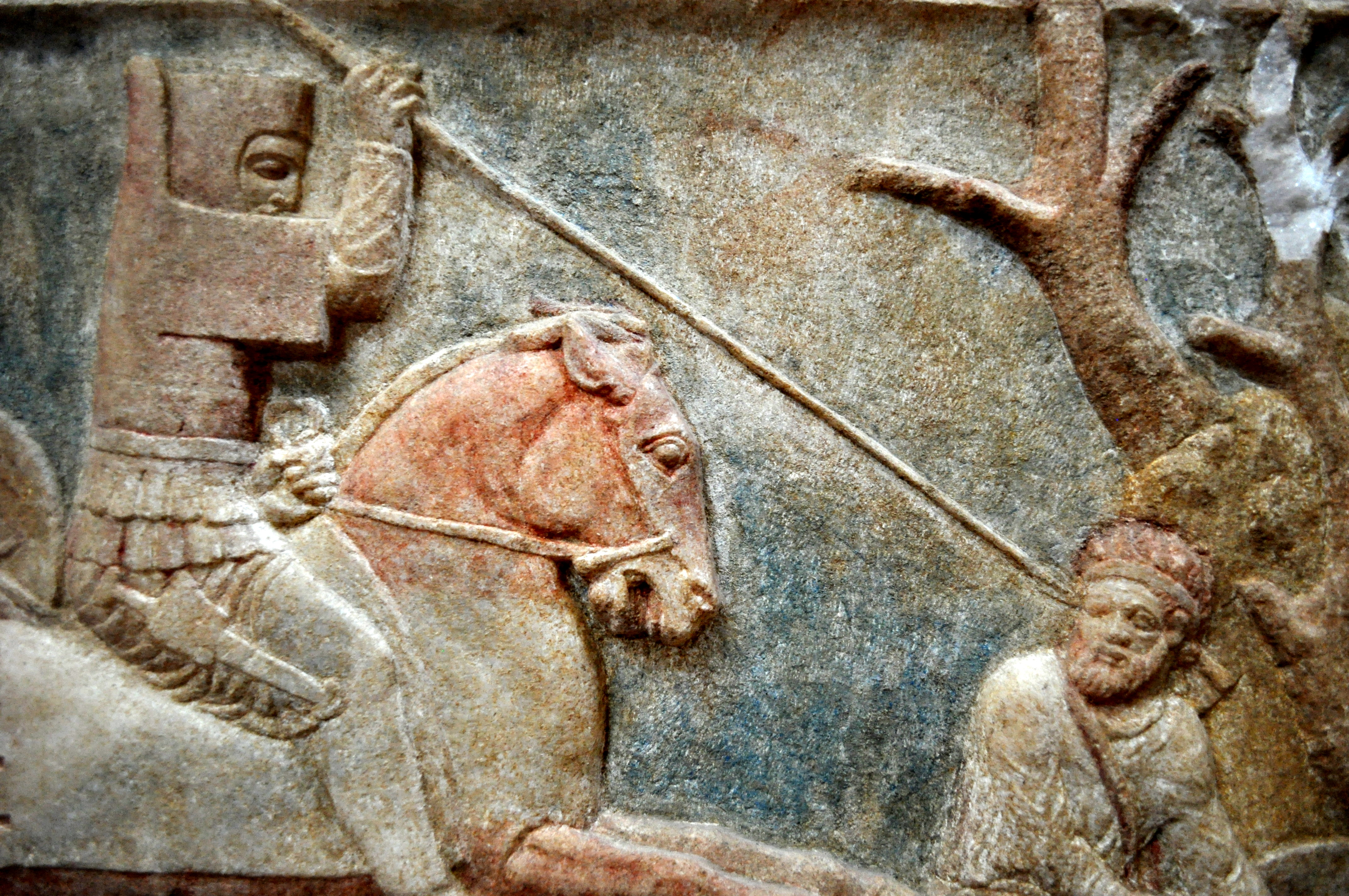
Escena de batalla (detalle).
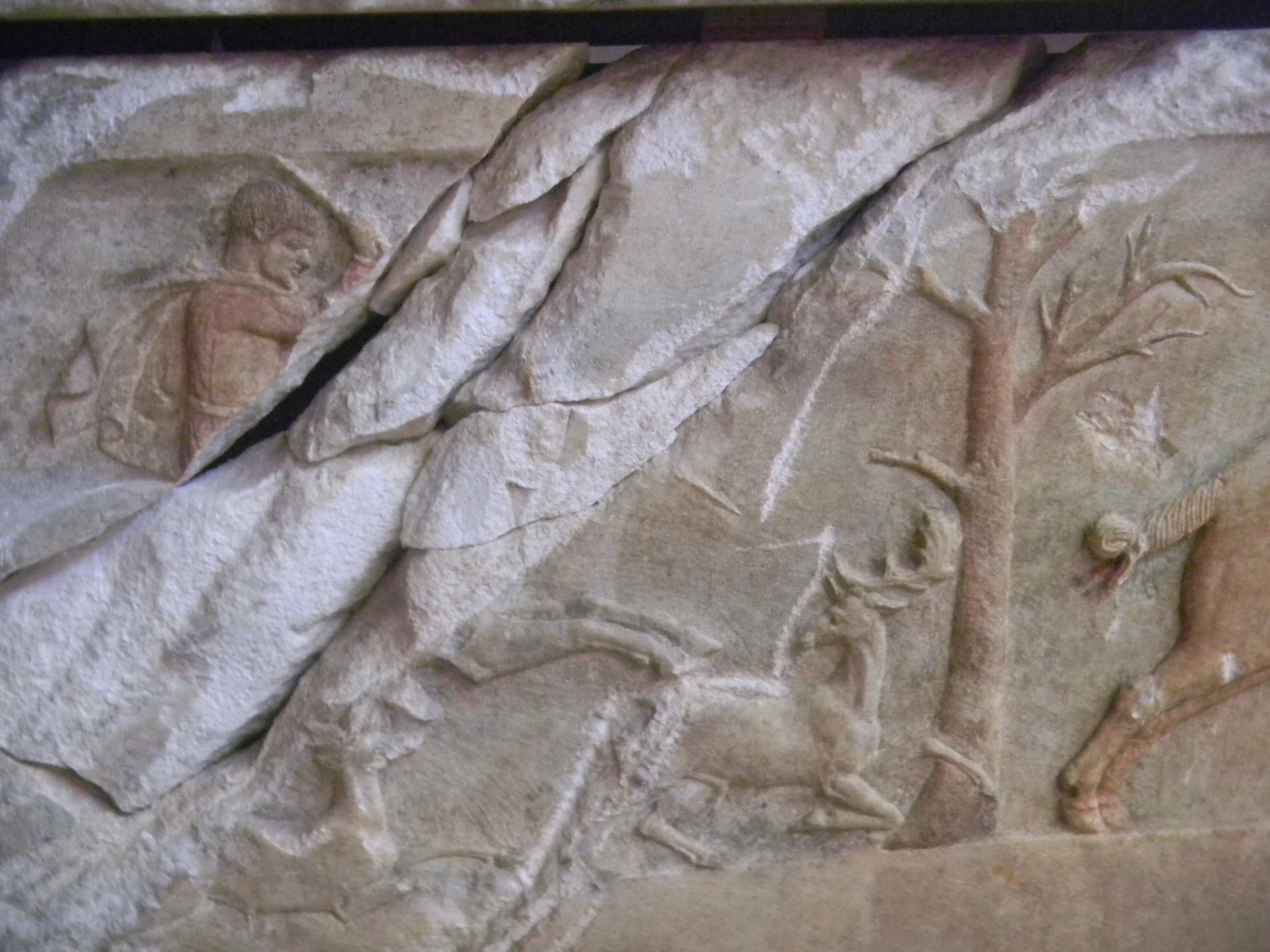
Escena de caza del gamo (detalle).
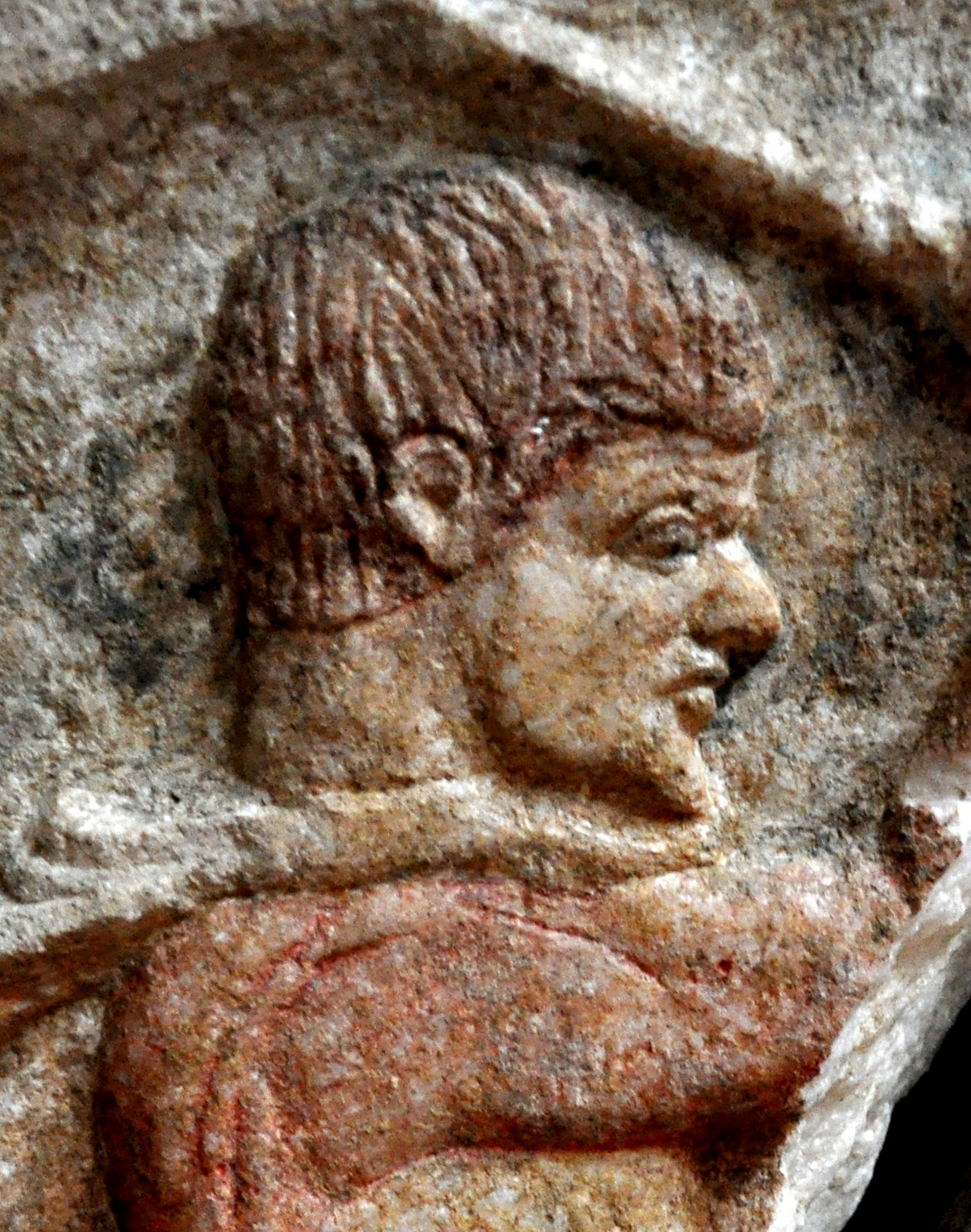
Perfil de uno de los cazadores (escena de la caza del gamo).